# Corrado di Urslingen
Corrado di Urslingen (lat. Cunradus Suevus dux Spoletinus; 1150 circa – 1202 circa) è stato un uomo politico di parte ghibellina, fedele alla dinastia Hohenstaufen. Di origini tedesche, fu duca di Spoleto in due occasioni: dal 1177 al 1190 e dal 1195 al 1198.

## Biografia

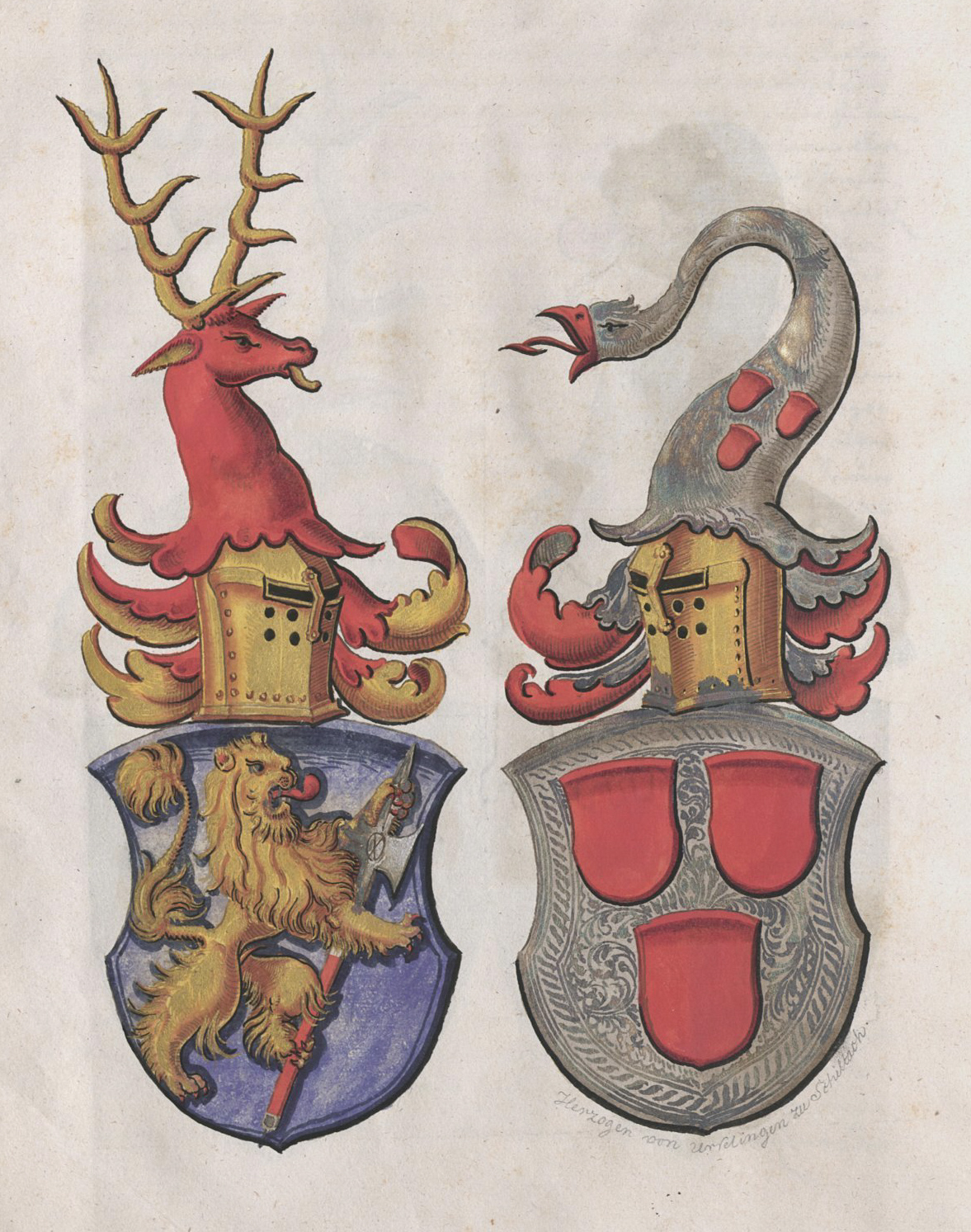
Lo stemma degli Urslingen (a destra), a fianco di quello degli Zimmern

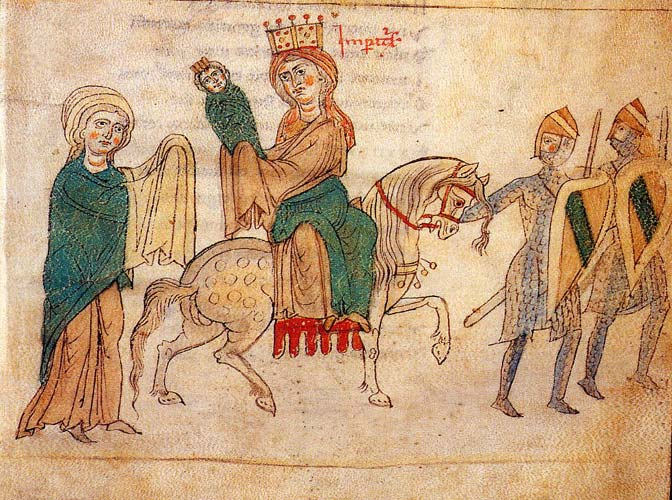
Costanza d'Altavilla affida il figlio Federico alla duchessa di Spoleto

I domini più antichi della famiglia Urslingen si trovavano nella zona sita intorno al corso superiore del Neckar, dove si conservano ancora oggi i resti del castello di Urslingen (oggi Irslingen, a nord di Rottweil, nel Baden-Württemberg) che aveva dato il nome alla famiglia.
Corrado trascorse la maggior parte della sua vita in Italia. Iniziò la sua carriera nella penisola nel 1172 al seguito dell'arcicancelliere tedesco, l'arcivescovo Cristiano di Magonza.
In seguito (1177) l'imperatore Federico Barbarossa assegnò a Corrado il Ducato di Spoleto, un ampio e importante feudo che comprendeva anche Assisi, dove gli fu concessa la Rocca come sede del suo potere. San Francesco nacque ad Assisi nel periodo in cui Corrado era comes Assisii.
Nel 1185 fece parte dell'ambasceria imperiale che accolse a Rieti il 28 agosto Costanza d'Altavilla, la promessa sposa di Enrico VI, il figlio del Barbarossa. In quel periodo Corrado allacciò legami di stima col giovane erede all'impero e con sua moglie: Enrico rinnovò a Corrado e ai suoi eredi l'investitura del ducato di Spoleto e Corrado accompagnò regolarmente il re durante gli spostamenti in Italia almeno fino al 1188, quando Enrico si recò in Germania. In quegli anni il ducato di Spoleto visse un periodo di pace e di sicurezza, durante il quale furono edificate chiese di notevole importanza a Spoleto, Assisi, Foligno e nei dintorni.
Corrado fu presente all'incoronazione imperiale di Enrico nel 1191 a Roma e certamente collaborò nella campagna bellica scatenata dai tedeschi contro Tancredi per il possesso del Regno di Sicilia: è emblematico il fatto che Costanza, liberata dalla temporanea prigionia di Salerno, si rifugiò a Spoleto proprio presso Corrado (estate del 1192).
Non meraviglia quindi che Costanza ed Enrico decidessero di affidare a Corrado e a sua moglie, quasi certamente una sorella di Gualtiero di Palearia, il neonato erede al trono, il futuro Federico II, il quale visse probabilmente alcuni mesi dell'infanzia a Foligno. Nel 1195 l'imperatore Enrico sistemò le cose del regno di Sicilia, in vista della progettata crociata: affidò la reggenza all'imperatrice Costanza, mentre il vescovo di Troia Gualtiero di Palearia fu nominato gran cancelliere e Corrado diventò vicario del Regno di Sicilia (Regnum Siciliae vicarius).
Dopo la morte di Enrico e la cacciata dei tedeschi dal Regnum Siciliae, nel 1198 Corrado fu costretto a rendere il ducato di Spoleto alla Santa Sede e tornò in Germania. Nel 1199 era alla corte di Filippo di Svevia (fratello di Enrico VI), a fianco del quale, come molti altri nobili, si era schierato, appoggiando la politica ghibellina; Corrado fu incaricato da Filippo di assumere il ruolo che era stato di Marcovaldo di Annweiler, ma morì durante il viaggio verso la Sicilia. Non è nota la data esatta della morte: 
all'inizio del 1203 risulta comunque deceduto. Non si conosce il luogo della sua sepoltura.

## Discendenza
Ebbe quattro figli:
- Rainaldo (o Rinaldo);
- Bertoldo;
- Enrico;
- Corrado;
- Adelaide.

Il primogenito Rainaldo fu duca di Spoleto dal 1223 al 1230, ma con poteri molto più limitati a causa della politica accentratrice di Federico II e per l'opposizione di Papa Gregorio IX.